# Graphidipus fulvicostaria
Graphidipus fulvicostaria är en fjärilsart som beskrevs av Herrich-Schäffer 1855. Graphidipus fulvicostaria ingår i släktet Graphidipus och familjen mätare. Inga underarter finns listade i Catalogue of Life.